# Marie Pillet
Pour les articles homonymes, voir Pillet.
Marie Pillet, née le 20 juillet 1941 à Ville-la-Grand (Haute-Savoie) et morte le 13 février 2009 à Paris, est une actrice française.

## Biographie

### Famille
Marie Pillet épouse l'acteur Albert Delpy avec qui elle a une fille, l'actrice Julie Delpy. Celle-ci leur a donné les rôles des parents de son propre personnage dans Two Days in Paris (2007).
En 2011, dans son film largement autobiographique Le Skylab, qui se déroule en 1979, Julie Delpy interprète le personnage d'Anna, qui représente sa mère.

### Prise de position
En 1971, Marie Pillet fut l'une des signataires du Manifeste des 343 pour la liberté de l'avortement.

## Filmographie

### Cinéma

#### Longs métrages
- 1973 : L'An 01 de Jacques Doillon : la femme dans l'épicerie
- 1976 : Calmos de Bertrand Blier
- 1977 : La Menace d'Alain Corneau : Yvette
- 1978 : Les Petits Câlins de Jean-Marie Poiré : une marchande ambulante
- 1979 : La Dérobade de Daniel Duval : une prostituée
- 1979 : Le Mors aux dents de Laurent Heynemann : Laurette Civiletti
- 1981 : Le Maître d'école de Claude Berri : Mme Letournel
- 1984 : Marche à l'ombre de Michel Blanc : la femme du receleur
- 1987 : Les Keufs de Josiane Balasko : une prostituée
- 1988 : Après la guerre de Jean-Loup Hubert
- 1988 : Dandin de Roger Planchon : une sorcière
- 1988 : Il y a maldonne de John Berry : la femme à la montre
- 1991 : Une époque formidable… de Gérard Jugnot : la concierge Boudin
- 1994 : Grosse Fatigue de Michel Blanc : la cliente du bistro
- 1996 : Ridicule de Patrice Leconte : Charlotte, la gouvernante
- 1996 : Les Grands Ducs de Patrice Leconte : Clémence
- 2001 : Du côté des filles de Françoise Decaux-Thomelet
- 2004 : Before Sunset de Richard Linklater
- 2004 : Edy de Stéphan Guérin-Tillié : la voisine d'Edy
- 2005 : Enfermés dehors d'Albert Dupontel
- 2005 : Lili et le Baobab de Chantal Richard : la mère de Lili
- 2006 : Mon meilleur ami de Patrice Leconte : Mme Bouley, la mère de Bruno
- 2007 : Two Days in Paris de Julie Delpy : Anna, la mère de Marion

#### Courts métrages
- 1984 : Cinématon no 360 de Gérard Courant : elle-même
- 1989 : Couple no 51 de Gérard Courant : elle-même
- 1989 : Couple no 53 de Gérard Courant : elle-même
- 1989 : Portrait de groupe no 114 : La famille Delpy de Gérard Courant : elle-même

### Télévision
- 1973 : La Ligne de démarcation - épisode 7 : Ernest (série télévisée) : la patronne
- 1980 : Médecins de nuit de Peter Kassovitz, épisode : Un plat cuisiné (série télévisée)
- 1981 : Les Cinq Dernières Minutes de Claude Loursais, épisode L'Écluse du temple
- 1993 : Maigret : Maigret et l'homme du banc d'Étienne Périer
- 1997 : Rachel et ses amours de Jacob Berger : Judith
- 2004 : Haute Coiffure, de Marc Rivière

## Théâtre
- 1966 : Un mot pour un autre, de Jean Tardieu, mise en scène de Charles Tordjman né en 1939 (Festival international de Carthage en Tunisie) : Madame de Perleminouze
- 1969 : Le Mille-pattes, mise en scène Christian Dente, Festival d'Avignon
- 1970 : Le Roi nu d'Evguéni Schwartz, mise en scène Christian Dente, Festival d'Avignon
- 1970 : Approchez pour entendre de Jean Moiziard, mise en scène Albert Delpy, Théâtre des deux portes
- 1971 : Rosa Rosis de Claire-Lise Charbonnier, mise en scène Guy Kayat, Théâtre 71
- 1972 : Le Fils de Miss Univers de Jean-Pierre Sentier, mise en scène Guénolé Azerthiope, théâtre Ouvert Festival d'Avignon
- 1974 : L'Odyssée pour une tasse de thé de Jean-Michel Ribes, mise en scène de l'auteur, théâtre de la Ville
- 1975 : La Poisson de René Gaudy, mise en scène Michel Berto, Théâtre Paul Éluard Choisy-le-Roi
- 1975 : Kennedy's Children de Robert Patrick, mise en scène Antoine Bourseiller, théâtre Récamier
- 1976 : Kennedy's Children de Robert Patrick, mise en scène Antoine Bourseiller, théâtre de Nice
- 1976 : Comme il vous plaira de William Shakespeare, mise en scène Benno Besson, Festival d'Avignon
- 1978 : Le Ciel et la merde de Fernando Arrabal, mise en scène Fernando Arrabal, Théâtre de Plaisance
- 1980 : Ils ont déjà occupé la villa voisine de Stanislaw Ignacy Witkiewicz, mise en scène Andrzej Wajda, Maison de la Culture de Nanterre
- 1984 : On déménage : Feu la mère de madame/Léonie est en avance de Georges Feydeau, mise en scène Jacques Nichet et Didier Bezace, théâtre national de Strasbourg, Festival d'Avignon
- 1984 : L'Intruse de Maurice Maeterlinck, mise en scène Jacques Nichet et Didier Bezace, théâtre de l'Aquarium
- 1989 : Un mois à la campagne d’Ivan Tourgueniev, mise en scène Bernard Murat, théâtre Édouard VII
- 1990 : Roméo et Juliette de William Shakespeare, mise en scène André Serré, théâtre de Nice
- 1991 : Ornifle ou le Courant d'air  de Jean Anouilh, mise en scène Patrice Leconte, théâtre des Bouffes-Parisiens
- 1993 : Réponse à la question précédente de Jacques Rebotier, mise en scène de l'auteur, théâtre de l'Athénée-Louis-Jouvet
- 1994 : Réponse à la question précédente de Jacques Rebotier, mise en scène de l'auteur, théâtre national de Strasbourg
- 1995 : Roberto Zucco de Bernard-Marie Koltès, mise en scène Jean-Louis Martinelli, théâtre national de Strasbourg
- 1995 : Le Roi des Schnorrers de Marco Koskas, mise en scène Jean-Luc Porraz, Festival d'Avignon
- 1996 : Roberto Zucco de Bernard-Marie Koltès, mise en scène Jean-Louis Martinelli, théâtre Nanterre-Amandiers
- 1999 : Minuit chrétien de Tilly, mise en scène de l'auteur, La Coursive, 2000 : théâtre de la Porte Saint Martin, théâtre de Nice
- 2007 : Les riches reprennent confiance de Louis-Charles Sirjacq, mise en scène Étienne Bierry,   théâtre de Poche Montparnasse